# Zeti
Zeti (znanstveno ime Gasterosteidae) so družina rib, ki obsega pet rodov s šestnajstimi vrstami. 
Zeti poseljujejo najrazličnejše vodne biotope severne poloble. Živijo tako v morju kot tudi v brakičnih vodah, nekaj vrst pa je tudi sladkovodnih. Te poseljujejo počasi tekoče vodotoke ali stoječe vode Severne Amerike, Evrope in severne Azije, kjer se prehranjujejo z majhnimi deseteronožci, nevretenčarji in ribjim zarodom. Prav zato imajo v ustih drobne zobce, s katerimi trgajo hrano.
Zeti so majhne, agresivne ribice, ki imajo bočno stisnjeno telo, ki ni poraščeno z luskami, pri nekaterih vrstah pa ga pokriva večje ali manjše število koščenih plošč. Zanje so značilni močno razviti prsni trni, ki nadomeščajo prsni plavuti. Družina ima po dve hrbtni plavuti, od katerih je prva sestavljena iz vrste trnastih izrastkov. Ugotovljeno je bilo, da so zeti v bližnjem sorodu s šili in morskimi konjički. 
V času drsti se zeti obnašajo značilno za to vrsto. Iz vodnega rastlinja spletejo gnezdo, ki ga utrdijo s posebnim izločkom, ki ga izločajo iz ledvic. V gnezdo nato privabijo več samic, ki tja odložijo ikre, da jih samec oplodi. Po oploditvi samec čuva gnezdo in čisti ter zrači ikre. Zarod nato čuva še nekaj časa po izvalitvi. 
Zeti so tudi priljubljene akvarijske ribe, še posebej pa so cenjene sladkovodne vrste, ki so odpornejše.

## Vrste
- Rod Apeltes  Mayer, 1956.
  - Navadni zet (Gasterosteus aculeatus)
  - Gasterosteus microcephalus Girard, 1854.
  - Gasterosteus wheatlandi Putnam, 1867.
- Rod Pungitius
  - Pungitius hellenicus Stephanidis, 1971.
  - Pungitius kaibarae (Tanaka, 1915).
  - Pungitius laevis (Cuvier, 1829).
  - Pungitius platygaster (Kessler, 1859).
  - Pungitius pungitius (Linnaeus, 1758).
  - Pungitius sinensis (Guichenot, 1869).
  - Pungitius tymensis (Nikolskii, 1889).
- Rod Spinachia
  - Spinachia spinachia (Linnaeus, 1758).